# Стівен Бейташур
Стівен (Мехрдад) Бейташур (перс. مهرداد بیت‌آشور, англ. Steven Beitashour, нар. 1 лютого 1987, Сан-Хосе) — американський та іранський футболіст, захисник клубу «Ванкувер Вайткепс» та національної збірної Ірану.

## Клубна кар'єра
Народився 1987 року в каліфорнійському місті Сан-Хосе в родині іммігрантів з Ірану. Займався футболом під час навчання, спочатку у коледжі, а згодом в Університеті Сан-Дієго.
Протягом 2006-2009 грав за університетську команду «Сан-Дієго Стейт», також провівши декілька ігор за команду аматорського клубу «Сан-Хосе Фрогс» з PDL (четвертої за силою ліги у США).
2010 року в рамках набору гравців (драфту) командами провідної футбольної ліги США MLS Бейташура обрав клуб з його рідного міста «Сан-Хосе Ерзквейкс». Граючи у складі «Сан-Хосе Ерзквейкс» Стівен здебільшого виходив на поле в основному складі команди, відіграв за неї три сезони.
До складу канадського клубу «Ванкувер Вайткепс» перейшов 27 січня 2014 року.

## Виступи за збірну
Маючи подвійне громадянство США та Ірану Бейташур мав можливість обирати, яку з цих країн представляти на рівні збірних, оскільки очільники обох національних команд у різний час висловлювали зацікавленість у послугах гравця. Врешті-решт вибір було зроблено на користь національної збірної Ірану, і Бейташур дебютував у її складі у жовтні 2013 року.